# Messer Chups
Messer Chups (Мессер Чупс, в русифицированном варианте — Ножик Чупс) — музыкальный проект Олега Гитаркина (Фомченкова) («Нож для фрау Мюллер»), основанный им в 1998 году. Выпустил 11 альбомов на компакт- и виниловых дисках на лейбле «Solnze Records», ряд которых по лицензии вышел в Австралии, США, Германии.
Изначально проект был дуэтом Гитаркина (гитара, программинг, терменвокс) с немкой Аннеттой Шнайдер (нем. Annette Schneider; синтезаторы). После ряда смен состава и жанров, когда рядом с Гитаркиным на сцене побывали Игорь Вдовин, Дэн Калашник, Денис Медведев, в современном виде группу представляют Гитаркин, Светлана «Zombierella» (бас; с 2005 года) и на концертах их поддерживает один из барабанщиков — Александр Белков (с 2008), Денис «Messer» Купцов и др. Сегодня группа исповедует живое звучание, играет классический сёрф-рок. Для записи альбомов приглашаются многочисленные сессионные музыканты, например, Лидия Кавина, двоюродная внучка Льва Термена. С 2014 года на барабанах играет Евгений Ломакин; с ним записаны последние альбомы.
Группа занималась написанием саундтрека к фильму Рашида Нугманова «Игла Remix».

## Дискография

### Альбомы
- Monster and Monster (Чудовище и Чудовище), 1999 и 2001, MC
- Miss Libido 2000, 2000, MC/CD
- Bride of the Atom (Невеста Атома), 2000, MC/CD, 2001, CD
- Vamp Babes, 2001, MC/CD
- Black Black Magic (feat. Lydia Kavina), 2002, CD
- Crazy Price (feat. Lydia Kavina & Barbara Buchholz), 2003 и 2005, CD (США)
- Hyena Safari, 2005 и 2007, CD (США)
- Zombie Shopping, 2007 и 2008, CD
- Heretic Channel, 2009, CD/LP
- Bermuda 66, 2011, CD
- Surf Riders from The Swamp Lagoon, 2011, CD
- Сhurch of Reverb, 2012, CD
- The Incredible Crocotiger, 2015, CD
- Spooky Hook, 2015, CD/LP
- Taste The Blood Of Guitaracula, 2017, CD/LP
- Mondo Harp, 2019, CD
- Don't Say Cheese, 2020 MC/CD/LP
- Visiting the Skeleton In the Closet, 2021, CD/LP
- Dark Side of Paradise, 2024
- Don't Worry, Be Creepy, 2025

### Сборники
- The Best of Messer Chups: Coctail Draculina, 2002, CD
- Best of The Best, 2008, CD/LP
- Lost Tracks, 2020, цифровая дистрибуция

### Переиздания
- Vamp Babes: upgrade (feat. Lydia Kavina), 2004, CD

### Другое
- Саундтрек к фильму Игла Remix, 2010, CD